# Cafetera Trojan Room

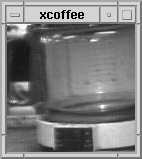
La cafetera vista en XCoffee.

La cafetera Trojan Room era una máquina de café ubicada en el Laboratorio de Computación de la Universidad de Cambridge, Inglaterra. Fue creada en 1991 por Quentin Stafford-Fraser y Paul Jardetzky, y pasó de la red de su laboratorio al internet el 22 de noviembre de 1993, convirtiéndose en la primera cámara web del mundo.
La cámara fue puesta para que los trabajadores del edificio pudieran ver el estado de la cafetera desde su computadora, y así evitar que encontraran la cafetera vacía.  Después de que la cámara se conectara a Internet unos años más tarde, la cafetera ganó fama internacional como una característica de la incipiente World Wide Web, hasta su retirada el 22 de agosto de 2001.

## Desarrollo
La cámara de 128x128 px en escala de grises se conectó a la red local del laboratorio a través de una tarjeta de captura de video instalada en una computadora Acorn Archimedes . El investigador Quentin Stafford-Fraser escribió el software cliente, denominado XCoffee y que emplea el protocolo X Window System, mientras que su colega Paul Jardetzky escribió el programa servidor.
En 1993, los navegadores web obtuvieron la habilidad de mostrar imágenes. La cámara se conectó a Internet y la imagen en vivo estuvo disponible a través de HTTP en noviembre del mismo año, por los informáticos Daniel Gordon y Martyn Johnson. Por lo tanto, se hizo visible en todo el mundo y se convirtió en un sitio web popular de la época.

## Retirada

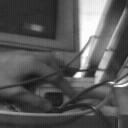
La última foto que tomó la cámara, que muestra una mano a punto de apagar el servidor.

Tras el traslado del laboratorio a sus instalaciones actuales, la cámara finalmente se apagó a las 09:54 UTC del 22 de agosto de 2001 . La cobertura del cierre incluyó menciones de primera plana en The Times y The Washington Post, así como artículos en The Guardian y Wired.
La última de las cuatro o cinco máquinas de café vistas online, una Krups, fue subastada en eBay por £3,350 libras esterlinas en el sitio web de noticias alemán Der Spiegel . Posteriormente, los empleados de Krups renovaron gratuitamente la olla y la volvieron a encender en la redacción de la revista. Desde el verano de 2016, la cafetera está cedida permanentemente al Foro de Museos Heinz Nixdorf en Paderborn.

## Legado y referencias culturales
Las parodias de la máquina de café Trojan Room iban desde el Protocolo de control de cafetera Hyper Text, una especificación del Día de los Inocentes de 1998 para un protocolo de comunicación, hasta el videojuego de 2002 Hitman 2: Silent Assassin, en el que el jugador puede destruir una "cámara de café". " en una cocina como distracción. La cafetera también fue mencionada en el drama de BBC Radio 4 The Archers el 24 de febrero de 2005.
En el primer episodio de la cuarta temporada de Halt and Catch Fire, se muestra que la cafetera representa la primera cámara web que aparece en la emergente World Wide Web.

## Otras lecturas
- Stafford-Fraser, Quentin (July 2001). «On site: The life and times of the first Web Cam». Communications of the ACM 44 (7): 25-26. doi:10.1145/379300.379327.